# Diplomonadida
Diplomonadida är en ordning av flagellater som förekommer som parasiter i tarmen av olika ryggradsdjur.
Arterna har en symmetrisk kropp med två cellkärnor och dubbla organeller. Mitokondrier och golgiapparaten saknas. Några medlemmar lever fritt i vattnet. Kännetecknande är många flageller.
Det vetenskapliga namnet är bildat av de gammalgrekiska orden diploos (dubbel) och monados (enhet).
Till ordningen räknas bland annat släktena Giardia och Octomitus (syn. Hexamita) som orsakar sjukdomarna Giardiasis respektive diarré.